# Pouillé (Vienne)
Pouillé település Franciaországban, Vienne megyében. Lakosainak száma 731 fő (2022. január 1.). Pouillé Chauvigny, Jardres, Saint-Julien-l’Ars, Valdivienne és Tercé községekkel határos.

## Népesség
A település népességének változása:
| Lakosok száma | 632  | 642  | 657  | 657  | 674  | 692  | 709  | 723  | 731  |
|               | 2013 | 2015 | 2016 | 2017 | 2018 | 2019 | 2020 | 2021 | 2022 |